# Lliga catalana de bàsquet masculina 1996-1997
Fou la 17a edició de la Lliga catalana de bàsquet. Per primera vegada, a la final no hi va arribar el Barça, ni tampoc hi va arribar la Penya que sempre havia estat l'alternativa en el campionat, pel que per primera vegada hi va haver un campió diferent, el Valvi Girona, en una final disputada com a visitant en el nou Pavelló Nou Congost de Manresa.

## Primera ronda[1]
25 d'agost, Pavelló Municipal, Montcada i Reixac
| Equip 1 | Marcador | Equip 2 |
| ------- | -------- | ------- |
| Andorra | 78–75    | Pineda  |

## Segona ronda ronda[2][3]
26 i 27 d'agost, Pavelló Municipal, Montcada i Reixac
| Equip 1  | Marcador | Equip 2  |
| -------- | -------- | -------- |
| Montcada | 77–88    | Joventut |
| Girona   | 101–77   | Andorra  |

## Semifinals
| Equip 1 | Marcador | Equip 2   |
| ------- | -------- | --------- |
| Girona  | 80–69    | Barcelona |
| Manresa | 80–75    | Joventut  |

| 30 agost 1996 19:30 | CB Girona                                                          | '80'–69 | FC Barcelona                                                                             | Pavelló Nou Congost, Manresa Assistència: 2.500 espectadors Àrbitres: Mitjana, Guillén |
| 30 agost 1996 19:30 | Resultat per meitats: 38-32, 42-37                                 |         |                                                                                          | Pavelló Nou Congost, Manresa Assistència: 2.500 espectadors Àrbitres: Mitjana, Guillén |
| 30 agost 1996 19:30 | Pts: Cargol 21 Rebs: Cargol 9 Assist: Corchiani 5 Rec: Middleton 3 |         | Pts: Karnishovas 17 Rebs: Dueñas 11 Assist: Fernández 4 Rec: Jofresa, Montero, Fetisov 2 | Pavelló Nou Congost, Manresa Assistència: 2.500 espectadors Àrbitres: Mitjana, Guillén |

| 30 agost 1996 21:30 | Bàsquet Manresa                                         | '80'–75 | Club Joventut de Badalona                                              | Pavelló Nou Congost, Manresa Assistència: 3.000 espectadors Àrbitres: Mas, Martín |
| 30 agost 1996 21:30 | Resultat per meitats: 44-36, 36-39                      |         |                                                                        | Pavelló Nou Congost, Manresa Assistència: 3.000 espectadors Àrbitres: Mas, Martín |
| 30 agost 1996 21:30 | Pts: Hall 20 Rebs: Moragas 8 Assist: Hall 4 Rec: Hall 4 |         | Pts: Villacampa 19 Rebs: Bannister 9 Assist: Turner 7 Rec: Sanmartín 3 | Pavelló Nou Congost, Manresa Assistència: 3.000 espectadors Àrbitres: Mas, Martín |

## Final
| 1 setembre 1996 18:30 | Bàsquet Manresa                                                            | 61–'62' | CB Girona | Pavelló Nou Congost, Manresa Assistència: 2.500 espectadors Àrbitres: Amorós, Pizarro |
| 1 setembre 1996 18:30 | Resultat per meitats: 28–30, 33–32                                         |         | | Pavelló Nou Congost, Manresa Assistència: 2.500 espectadors Àrbitres: Amorós, Pizarro |
| 1 setembre 1996 18:30 | Pts: Capdevila 14 Rebs: Hall 9 Assist: Creus, Peñarroya 4 Rec: Capdevila 2 |         | Pts: Corchiani 20 Rebs: Pelle, Middleton, Rodríguez 7 Assist: Corchiani 4 Rec: Pelle, Corchiani, Middleton, Cargol, Rodríguez 2 | Pavelló Nou Congost, Manresa Assistència: 2.500 espectadors Àrbitres: Amorós, Pizarro |

| Manresa |  | Girona |

| Cinc inicial:      | Cinc inicial: | Cinc inicial:   | P   | R   | A   |
| ------------------ | ------------- | --------------- | --- | --- | --- |
| B                  | 7             | Joan Creus      | 9   | 7   | 4   |
| E                  | 9             | Joan Peñarroya  | 10  | 2   | 4   |
| A                  | 4             | Linton Townes   | 5   | 4   | 1   |
| AP                 | 15            | Jordi Singla    | 5   | 3   | 0   |
| P                  | 11            | Granger Hall    | 12  | 9   | 0   |
| Suplents:          | Suplents:     | Suplents:       | P   | R   | A   |
| B                  | 5             | Jesús Lázaro    | NVP | NVP | NVP |
| A                  | 6             | Pere Capdevila  | 14  | 1   | 1   |
| AP                 | 8             | Bryan Sallier   | NVP | NVP | NVP |
| P                  | 12            | Enrique Moraga  | 6   | 8   | 0   |
| E                  | 13            | Arcadi Figueras | NVP | NVP | NVP |
| A                  | 14            | Lisard González | 0   | 0   | 0   |
| B                  | 16            | Ferran Laviña   | NVP | NVP | NVP |
| Entrenador:        |               |                 |     |     |     |
| Salvador Maldonado |               |                 |     |     |     |

| Campió Lliga Catalana 1996 |
| -------------------------- |
| CB Girona Primer títol     |

| Cinc inicial: | Cinc inicial: | Cinc inicial:         | P   | R   | A   |
| ------------- | ------------- | --------------------- | --- | --- | --- |
| B             | 6             | Cristhopher Corchiani | 20  | 1   | 4   |
| A             | 13            | Francesc Solana       | 7   | 1   | 1   |
| A             | 10            | Josep Cargol          | 9   | 2   | 0   |
| AP            | 7             | Darryl Middleton      | 12  | 7   | 0   |
| P             | 14            | Pedro Rodríguez       | 4   | 7   | 0   |
| Suplents:     | Suplents:     | Suplents:             | P   | R   | A   |
| P             | 4             | Anthony Pelle         | 7   | 7   | 0   |
| A             | 5             | Miguel Ángel García   | NVP | NVP | NVP |
| E             | 8             | Oriol Rabert          | NVP | NVP | NVP |
| E             | 9             | Gerard Darnés         | 0   | 1   | 0   |
| B             | 11            | David Sala            | 3   | 0   | 2   |
| A             | 12            | José Ramón Esmoris    | 0   | 0   | 0   |
| P             | 15            | Lluís Martínez        | NVP | NVP | NVP |
| Entrenador:   |               |                       |     |     |     |
| Trifón Poch   |               |                       |     |     |     |

| Cinc inicial:      | Cinc inicial: | Cinc inicial:   | P   | R   | A   |
| ------------------ | ------------- | --------------- | --- | --- | --- |
| B                  | 7             | Joan Creus      | 9   | 7   | 4   |
| E                  | 9             | Joan Peñarroya  | 10  | 2   | 4   |
| A                  | 4             | Linton Townes   | 5   | 4   | 1   |
| AP                 | 15            | Jordi Singla    | 5   | 3   | 0   |
| P                  | 11            | Granger Hall    | 12  | 9   | 0   |
| Suplents:          | Suplents:     | Suplents:       | P   | R   | A   |
| B                  | 5             | Jesús Lázaro    | NVP | NVP | NVP |
| A                  | 6             | Pere Capdevila  | 14  | 1   | 1   |
| AP                 | 8             | Bryan Sallier   | NVP | NVP | NVP |
| P                  | 12            | Enrique Moraga  | 6   | 8   | 0   |
| E                  | 13            | Arcadi Figueras | NVP | NVP | NVP |
| A                  | 14            | Lisard González | 0   | 0   | 0   |
| B                  | 16            | Ferran Laviña   | NVP | NVP | NVP |
| Entrenador:        |               |                 |     |     |     |
| Salvador Maldonado |               |                 |     |     |     |

| Campió Lliga Catalana 1996 |
| -------------------------- |
| CB Girona Primer títol     |

| Cinc inicial: | Cinc inicial: | Cinc inicial:         | P   | R   | A   |
| ------------- | ------------- | --------------------- | --- | --- | --- |
| B             | 6             | Cristhopher Corchiani | 20  | 1   | 4   |
| A             | 13            | Francesc Solana       | 7   | 1   | 1   |
| A             | 10            | Josep Cargol          | 9   | 2   | 0   |
| AP            | 7             | Darryl Middleton      | 12  | 7   | 0   |
| P             | 14            | Pedro Rodríguez       | 4   | 7   | 0   |
| Suplents:     | Suplents:     | Suplents:             | P   | R   | A   |
| P             | 4             | Anthony Pelle         | 7   | 7   | 0   |
| A             | 5             | Miguel Ángel García   | NVP | NVP | NVP |
| E             | 8             | Oriol Rabert          | NVP | NVP | NVP |
| E             | 9             | Gerard Darnés         | 0   | 1   | 0   |
| B             | 11            | David Sala            | 3   | 0   | 2   |
| A             | 12            | José Ramón Esmoris    | 0   | 0   | 0   |
| P             | 15            | Lluís Martínez        | NVP | NVP | NVP |
| Entrenador:   |               |                       |     |     |     |
| Trifón Poch   |               |                       |     |     |     |